# Grmada, Trebnje
Grmada je naselje v občini Trebnje. 
Grmada je strnjeno naselje jugozahodno od Trebnjega na istoimenskem razglednem hribu. Vas obdaja valovit kraški svet s številnimi vrtačami, okoli domačij so sadovnjaki ter njive v Pasjeku, Zabukovje, Stevnik, Gornji laz, Dolnji laz, Stari kavc, Du, in Žleb. V višjih delih so gozdovi Bukovje, Strma reber in Debeli hrib, v bližini naselja pa sta bili odkriti dve halštatski gomili in najdbe iz rimskega časa. Na Grmadi sta se v rodbini Šuštar rodila prvi nadškof in metropolit v samostojni Sloveniji Alojzij Šuštar (1920 – 2007), na njegovi rojstni hiši je spominska plošča, in njegova mlajša sestra, ekonomistka in univerzitetna profesorica Slavka Kavčič (roj. 1938).